# Sejm Rzeczypospolitej Polskiej I kadencji (1991–1993)
Sejm I kadencji – skład Sejmu I kadencji wyłoniony został w wyborach do Sejmu i Senatu przeprowadzonych 27 października 1991.

## Kadencja Sejmu
Kadencja Sejmu rozpoczęła się 25 listopada 1991, a upłynęła 30 maja 1993.

## Marszałek Sejmu
Urząd marszałka w trakcie kadencji i w okresie rozwiązania obu izb pełnił poseł ZChN Wiesław Chrzanowski.

## Prace Sejmu
- 17 października 1992 – Sejm uchwalił tzw. małą konstytucję uchylającą większość przepisów Konstytucji PRL z 1952
- 28 maja 1993 – Sejm wyraził wotum nieufności rządowi Hanny Suchockiej
- 31 maja 1993 – weszło w życie zarządzenie prezydenta RP Lecha Wałęsy rozwiązujące Sejm i Senat[1]

## Posiedzenia Sejmu
Terminarz posiedzeń Sejmu
1. posiedzenie: 25 i 26 XI, 5 i 6 XII 1991
2. posiedzenie: 17 i 18 XII 1991
3. posiedzenie: 21 XII 1991
4. posiedzenie: 23 XII 1991
5. posiedzenie: 3 i 4 I 1992
6. posiedzenie: 23, 24 i 25 I 1992
7. posiedzenie: 30, 31 I, 1 II 1992
8. posiedzenie: 13, 14, 15 II 1992
9. posiedzenie: 26, 27 i 28 II 1992
10. posiedzenie: 5 i 6 III 1992
11. posiedzenie: 19, 20 i 21 III 1992
12. posiedzenie: 2, 3 i 4 IV 1992
13. posiedzenie: 23, 24 i 25 IV 1992
14. posiedzenie: 6, 7, 9, i 9 V 1992
15. posiedzenie: 21, 22, 23 V 1992
16. posiedzenie: 28 V 1992
17. posiedzenie: 4, 5, i 6 VI 1992
18. posiedzenie: 19 i 20 VI 1992
19. posiedzenie: 1, 2, 3 i 4 VII 1992
20. posiedzenie: 10 i 11 VII 1992
21. posiedzenie: 22, 23, 24 i 25 VII 1992
22. posiedzenie: 29, 30, 31 VII oraz 1 VIII 1992
23. posiedzenie: 3, 4 i 5 IX 1992
24. posiedzenie: 17, 18, 19 i 30 IX 1992
25. posiedzenie: 1, 2, 3, i 7 X 1992
26. posiedzenie: 8 i 9 X 1992
27. posiedzenie: 15, 16 i 17 X 1992
28. posiedzenie: 28, 29 i 30 X oraz 5 XI 1992
29. posiedzenie: 5, 6, 7 i 26 XI 1992
30. posiedzenie: 26, 27 i 28 XI 1992

## Lista komisji
Stan w dniu 30 XI 1992
| Nazwa                                                     | liczba członków |
| --------------------------------------------------------- | --------------- |
| Administracji i Spraw Wewnętrznych                        | 34              |
| do Spraw Unii Europejskiej                                | 24              |
| Edukacji, Nauki i Postępu Technicznego                    | 28              |
| Handlu i Usług                                            | 23              |
| Kultury i Środków Przekazu                                | 35              |
| Łączności z Polakami za Granicą                           | 30              |
| Młodzieży, Kultury Fizycznej i Sportu                     | 21              |
| Mniejszości Narodowych i Etnicznych                       | 21              |
| Obrony Narodowej                                          | 26              |
| Ochrony Środowiska, Zasobów Naturalnych i Leśnictwa       | 25              |
| Odpowiedzialności Konstytucyjnej                          | 17              |
| Polityki Gospodarczej, Budżetu i Finansów                 | 34              |
| Polityki Przestrzennej, Budowlanej i Mieszkaniowej        | 22              |
| Polityki Społecznej                                       | 27              |
| Przekształceń Własnościowych                              | 30              |
| Regulaminowa i Spraw Poselskich                           | 24              |
| Rolnictwa i Gospodarki Żywnościowej                       | 38              |
| Samorządu Terytorialnego                                  | 33              |
| Sprawiedliwości                                           | 18              |
| Spraw Zagranicznych                                       | 39              |
| Stosunków Gospodarczych z Zagranicą i Gospodarki Morskiej | 37              |
| Systemu Gospodarczego i Przemysłu                         | 28              |
| Ustawodawcza                                              | 20              |
| Zdrowia                                                   | 22              |

## Rozwiązanie Sejmu i Senatu
Konsekwencją polityczną udzielenia przez Sejm wotum nieufności rządowi Suchockiej było rozwiązanie obu izb przez prezydenta Lecha Wałęsę. Oznaczało to brak władzy ustawodawczej w okresie od 31 maja 1993 do 18 września 1993 (de iure), a de facto do 14 października 1993, czyli do momentu zebrania się nowej izby pochodzącej z wyborów z 19 września 1993.
W związku z art. 10 Małej Konstytucji z 17 października 1992 urzędy Marszałka Sejmu i Marszałka Senatu zachowywali dotychczasowi marszałkowie. Wiązało się to z ciągłością władzy wynikającej z przepisów ustrojowych dotyczących pełnienia obowiązków głowy państwa w razie opróżnienia urzędu Prezydenta RP.